# Venantius Fortunatus
Venantius Honorius Clementianus Fortunatus (Duplavilis, ma Valdobbiadene, Treviso mellett, 535 körül – Pictavium (Poitiers) 600 körül), késő ókori – kora középkori irodalmár. Prózai és verses műveiből kirajzolódik a korabeli Gallia előkelőinek világa. Ezen túlmenően pedig vallásos tárgyú költeményeivel segített elterjeszteni a Szent Kereszt tiszteletét, valamint nagy hatást gyakorolt a későbbi szentéletrajzok műfaji követelményeire. A Világirodalmi Lexikon szerint ő az első középkori költő.

## Élete
Életéről viszonylag sokat tudunk: Ravenna közelében született, Aquileiai Paulus püspök egyházi pályát javasolt számára, de ő világi tudományokat tanult Ravennában. Ravennai tartózkodása alatt – Tours-i Gergelyhez hasonlóan – szembetegséget kapott, de – szintén Gergelyhez hasonlóan – meggyógyult, mikor megkente szemét a Szent Márton oltárán lévő olajjal. Emiatt hálából gyógyulása után 565 körül zarándokútra indul tours-i Szent Márton sírjához. Útja során számos fejedelmi udvarban megfordult, ahol számos dicsőítő költeményt szerzett. Peter Brown véleménye szerint nem esett nehezére elhagynia tanulmányai színhelyét, mivel több rómaiságot talált Galliában, mint Ravennában, melyet a longobárdok hamarosan, 567-ben meg is hódítottak. Fortunatus kapcsolatban állt kora valamennyi jelentősebb irodalmárával és politikusával. Hozzájuk írt művei, valamint útja során írt versei fontos forrásul szolgálnak az 560-570-es évek gall és Rajna-vidékének eseményeire. Kapcsolatban állt bragai Mártonnal is.
Fortunatus 567-ben Poitiers-ban Radegunda királynő és nevelt leánya, Agnes udvari költője lett, valamint barátságba került Tours-i Gergellyel is – e kapcsolatoknak köszönhetően hosszú időre letelepedett Poitiers-ban. Gergely biztatására eposzt írt Szent Márton erényeiről, valamint a Szent Keresztről szóló magasztaló költeményeket. A poitiers-i kolostorukba vonult fejedelmi származású hölgyek számára pedig gyakran küldött verseket és eperrel teli kosarakat.
Fortunatus élete végén ismét útra kelt: 588-ban az austrasiai királyi udvarban tartózkodott. Halála előtt néhány évvel, 597-ben Poitiers püspökévé választották. Sírföliratát Paulus diákonus készítette el. Bár a Battistero San Giovanni in Lateranóban kápolna áll Szent Venantius tiszteletére, és az újkor óta a szakácsok védőszentjének is tekintik, Venantius nem lett hivatalosan szentté avatva.

## Hatása

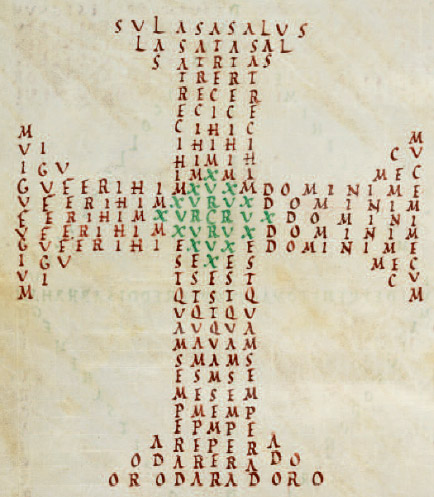
Fortunatus egyik képverse a Szent Keresztről

Hatása két területen volt jelentős. Versei elterjesztették a Szent Kereszt tiszteletét a latin kereszténységben. 569-ben II. Iusztinosz bizánci császár Radegunda és leánya kérésére elküldött Poitiers-ba egy darabot Krisztus keresztfájából. Ennek tiszteletére a királyi család kolostora fel is vette a Szent Kereszt kolostora nevet. Fortunatus számos himnuszában dicsőíti a keresztfát – magyarra Sík Sándor és Babits Mihály fordított közülük. Himnuszai, különösen a Vexilla regis prodeunt (Királyi zászló jár elől), Quem terra, pontus, aethera (Kit föld, tenger és a levegő) és az Ave maris stella (Üdvözlégy, tenger csillaga) illetve himnuszainak hatását tükröző versek a mai napig is szerepelnek a keresztény/keresztyén egyházak imakönyveiben. Pange lingua gloriosi (Zengd nyelvem a dicsőségest) kezdetű művét többek között Aquinói Szent Tamás is feldolgozta. Kereszt iránti rajongását jól tükrözik az általa az európai költészetben meghonosított képversei.
Másfelől Venantius kimutatható hatást gyakorolt a hagiográfia műfaji hagyományaira – elsősorban a női szentek életrajzában térnek vissza a toposzai. Klaniczay Gábor Szent Erzsébet legendájában mutatja ki a Radegundához és leányához írt verseinek, valamint Radegundáról és leányáról szóló legendájának hatását: egyfelől a tényleges férj és az égi jegyes szembeállításában, másfelől pedig a főúri származású úrhölgy cselédekhez méltó munkálkodásában.

## Főbb művei és hagyományozódásuk
A kéziratos hagyomány műveit 11 kötetben tartotta fenn; a 11 kötethez még a középkorban hozzákapcsoltak még egy 34 verset tartalmazó Appendixet, valamint egy Szent Márton életéről szóló eposzt, illetve egy vitatott szerzőségű verseket tartalmazó Appendixet.
A már említetteken kívül ismertebb művei:
- Nászének Sigibert és Brünhilde házasságára
- Eposz Szent Márton életéről
- Galliai szentek életrajzai (Szent Hilarius, Radegunda, Szent Germanus, Szent Albinus, Szent Paternus, Szent Marcellus)
- Levelek Tours-i Gergelyhez

## Magyarul megjelent művei
- Himnuszok In: Sík Sándor: Himnuszok könyve, Szent István Társulat, Budapest, 1943, 127–135. o. Online: http://www.unitas.hu/sites/default/files/sik_sandor_-_himnuszok_konyve.pdf Archiválva 2016. március 4-i dátummal a Wayback Machine-ben
- Venantius Fortunatus himnusza a szent kereszthez In: Babits Mihály: Amor Sanctus – A középkor latin himnuszai, Magyar Szemle Társaság, Budapest, 1933, 72–76. o. Online: http://mek.oszk.hu/11100/11171/11171.pdf